# SN 1958E
SN 1958E – niepotwierdzona supernowa odkryta 10 lutego 1958 roku w galaktyce M+07-07-72. W momencie odkrycia miała maksymalną jasność 17,50m.